# Le Col Nomugi
Série
Le Col Nomugi II
(1982)
Pour plus de détails, voir Fiche technique et Distribution.
Le Col Nomugi (あゝ野麦峠, Ā, Nomugi tōge) est un film japonais réalisé par Satsuo Yamamoto, sorti en 1979.

## Synopsis
Au début des années 1900, à Okaya, la vie des femmes qui travaillent dans l'industrie de la soie.

## Fiche technique
- Titre : Le Col Nomugi
- Autre titre : Vivre dans la joie
- Titre original : あゝ野麦峠 (Ā, Nomugi tōge?)
- Réalisation : Satsuo Yamamoto
- Scénario : Kei Hattori (ja) d'après le roman de Shigemi Yamamoto (ja)
- Musique : Masaru Satō
- Photographie : Setsuo Kobayashi (ja)
- Décors : Shigeo Mano
- Montage : Jun Nabeshima
- Production : Tokuko Miyako
- Société de production : Shin Nihon Eiga
- Pays de production :  Japon
- Langue originale : japonais
- Genre : Drame et historique
- Format : couleur - 1,85:1 - 35 mm[1]
- Durée : 154 minutes[2]
- Dates de sortie : 
  - Japon : 9 juin 1979[2]

## Distribution
- Shinobu Ōtake : Mine Masai
- Mieko Harada : Yuki Shinoda
- Chikako Yuri : Hana Mishima
- Yūko Kotegawa : Shoji Kiku
- Ako Asano : Hirai / Toki
- Akiko Kurosawa : Mitsu Sugiyama
- Akiko Shikata : Tami Arai
- Ayami Imamura : Sawa Yamamura
- Kōji Moritsugu : Haruo Adachi
- Sen Yamamoto : Shinkichi Nonaka
- Makoto Akatsuka : Otomatsu Kawase
- Takeo Chii : Tatsuji Masai
- Tanie Kitabayashi : la veille femme au magasin d'Osuke
- Rentarō Mikuni : Tokichi Adachi
- Miwa Saitō : Tomi Adachi
- Shin'ichirō Mikami : Kuroki
- Hōsei Komatsu : Tokutaro Kinyama
- Kō Nishimura : Yuji Masai
- Akiko Nomura : Moto Masai
- Yoshimitsu Watanabe : Kikugoro Masai
- Sanae Nakamura : Ishibe / Iwa
- Kyōko Tsuda : Yae Kitani
- Keiko Uneno : Maki Inoue
- Kuniko Ishii : Sado Matsumoto
- Takashi Ebata : Marumasa
- Fujio Nagahama : le garde de Yamayasu
- Hideo Fukuhara : le père de Kiku
- Akihiko Hirata : le prince Fushimi-no-miya
- Yasuko Sanjō : la princesse Fushimi-no-miya

## Distinctions
Le film a été nommé pour douze Japan Academy Prizes et en a reçu deux : meilleure musique et meilleure son. Il remporte également le Prix du film Mainichi du meilleur film, de la meilleure cinématographie, la meilleure direction artistique et la meilleure bande originale.